# Campeonato Brasileiro de Futebol de 2025 - Série A
A Série A do Campeonato Brasileiro de Futebol de 2025, oficialmente Brasileirão Betano – Série A 2025 por motivos de patrocínio, é a 70.ª edição da principal divisão do futebol brasileiro. A disputa tem o mesmo regulamento dos anos anteriores, quando foi implementado o sistema de pontos corridos. Houve um pausa durante o Mundial de Clubes de 2025 que ocorreu entre 14 de junho a 13 de julho, nos Estados Unidos.
Essa edição conta com a estreia do Mirassol na elite do futebol brasileiro, sendo a quinta equipe a estrear na primeira divisão desde o início da era dos pontos corridos, em 2003. A última vez que havia acontecido uma estreia foi com o Cuiabá quatro anos antes, até ser rebaixado para a Série B na temporada passada. Além disso, com o rebaixamento do Athletico Paranaense em 2024, será a primeira vez, desde 1990 que a Série A ficou sem equipes representando o estado do Paraná.

## Direitos de transmissão

### Formação da LIBRA e da LFF
Em 3 de maio de 2022, surgiu a Liga do Futebol Brasileiro (LIBRA), representada por Bragantino, Corinthians, Cruzeiro, Flamengo, Palmeiras, Ponte Preta, São Paulo e Santos. O surgimento da liga tinha como objetivo formar uma liga de futebol no Brasil nos moldes das grandes ligas europeias, como a Premier League inglesa, visando aumentar a competitividade do Campeonato Brasileiro e, principalmente, a distribuição das cotas de premiação e os direitos de transmissão dos jogos de maneira mais equitativa, principalmente a partir da temporada 2025, uma vez que o contrato então vigente com o Grupo Globo se expiraria no final de 2024 e, a partir daquele momento, poderia ser aplicada a Lei do Mandante (Lei 14.205/21). Dos times componentes da LIBRA, apenas o Cruzeiro e a Ponte Preta não disputavam a primeira divisão daquele ano. Posteriormente, Botafogo e Vasco da Gama se juntariam ao bloco.
Em oposição ao modelo da LIBRA, em 28 de junho de 2022, surgiu a Liga Forte Futebol do Brasil (LFF), reunindo 25 clubes brasileiros das duas principais divisões do Brasileirão, estando entre eles Fluminense, Fortaleza e Internacional. As duas ligas chegaram a realizar reuniões discutindo alguns pontos de oposição e até mesmo a união em uma única liga, atraindo até 40 clubes brasileiros, além de iniciar as negociações com o capital estrangeiro para a parte de finanças e distribuição dos valores.

### Mudanças e surgimento da LFU
Em 8 de junho de 2023, o Cruzeiro decide sair da LIBRA por não concordar com o modelo de distribuição da divisão de receitas, que era de 40% igual a todos, 30% de acordo com a performance no campeonato e 30% com a audiência, enquanto que a LFF oferecia 45% de receita igualitária, 30% por performance e 25% por audiência. O time mineiro passou a negociar com a LFF. No dia 19, foi a vez de Botafogo e Vasco anunciarem a saída da LIBRA após observarem um possível impacto negativo na competitividade. Em 6 de julho, os clubes Botafogo, Coritiba, Cruzeiro e Vasco fundam o Grupo União. Em 11 de julho, o Atlético Mineiro anunciou a saída da LFF e se juntou à LIBRA. Posteriormente, a LFF e o Grupo União se fundariam, formando a Liga Forte União do Futebol Brasileiro (LFU). Em 1 de novembro, a LFU venderia 20% de seus direitos comerciais a um grupo de investidores, de onde fazem parte a gestora de recursos Life Capital Partners (LCP) e o fundo General Atlantic, além da XP Investimentos pelo prazo de 50 anos, contados a partir de 2025. Em março de 2024, o Corinthians decide deixar à LIBRA e anuncia a venda de seus direitos de transmissão de maneira independente. Após algumas rodadas de negociações, em julho, o Corinthians decide se juntar à LFU.
Em novembro de 2024, o Vasco chegou a cogitar um retorno à LIBRA e deixar a LFU, uma vez que a equipe carioca foi sondada por lideranças da LIBRA devido a redução na diferença dos ganhos por direitos de imagem. Tal decisão se configuraria como uma quebra de contrato e o time teria que devolver 100 milhões de reais aos cofres da LFU, além de outras penalidades previstas nos termos.

### Venda dos direitos de transmissão
Em 8 de março de 2024, a LIBRA decidiu fechar um acordo com a Globo pelo prazo de cinco anos (2025–2029), garantindo a transmissão exclusiva do Brasileirão em suas mídias nas duas divisões dos clubes integrantes enquanto forem mandantes.
A LFU anunciou um modelo de venda de transmissões em três pacotes, sendo o A com 38 jogos para as mídias gratuitas como TV aberta e streaming, oferecendo jogos as quartas-feira e sábados, e os pacotes B1 e B2 com 209 jogos em dias variados para a TV por assinatura e streamings pagos. Por conta do contrato com a LIBRA, a TV Globo optou por não disputar os direitos de transmissão pelo pacote A, focando nos pacotes B1 e B2 para o Premiere. Em julho de 2024, a LFU chegou a iniciar uma rodada de negociações com o SBT para as transmissões de 38 jogos das rodadas dos clubes componentes como mandantes. No entanto, no dia 29, a proposta da emissora paulista foi recusada sem maiores explicações, com a própria desistindo das negociações no dia 30. Após a reprovação do modelo do SBT, a liga iniciou as conversas com a Record, que chegou a fazer uma proposta de 2,8 bilhões de reais, sendo pagos R$560 milhões por temporada até 2029, superando a oferta do SBT, que chegava a R$2,6 bilhões. Em 28 de agosto, os direitos foram vendidos à Record, mas no prazo de três anos (2025–2027). Logo depois, em 9 de outubro, a CazéTV anunciou as transmissões dos jogos via streaming gratuito, compartilhando as partidas com a Record. Em 6 de novembro a Amazon adquiriu um outro pacote de 38 jogos exclusivos via streaming pago (um por rodada).
No final de 2024, as negociações entre a LFU e a Globo avançaram para garantir as transmissões em pay-per-view, totalizando a cobertura de oito jogos ao total no Premiere, e em 31 de janeiro de 2025, é confirmada a venda do último pacote para o Grupo Globo, contemplando também a TV aberta.
|                                  | LFU                          | LFU | LFU | LIBRA |
| Emissora ou serviço de streaming | 1 jogo exclusivo por rodada  | 1 jogo por rodada | Demais jogos | Todos os jogos da rodada |
| -------------------------------- | ---------------------------- | --- | --- | --- |
| TV Globo                         |                              | | Exibição em TV Aberta de jogos selecionados para exibição nas quartas-feiras (21h30) e domingos (16h) com divisão regional (1 a 3), com transmissão em outros dias da semana em momentos esporádicos. | Exibição em TV Aberta de jogos selecionados para exibição nas quartas-feiras (21h30) e domingos (16h) com divisão regional (1 a 3), com transmissão em outros dias da semana em momentos esporádicos. |
| SporTV                           |                              | | Exibição em TV Paga de jogos selecionados (geralmente 2) para transmissão em variados dias da semana.                                                                                                 | Exibição em TV Paga de jogos selecionados (geralmente 2) para transmissão em variados dias da semana.                                                                                                 |
| Premiere                         |                              | Exibição em pay-per-view seguindo o horário estabelecido pela Record.                                                                                         | Exibição em pay-per-view em variados dias da semana de todos os jogos. | Exibição em pay-per-view em variados dias da semana de todos os jogos. |
| Record                           |                              | Exibição em TV Aberta aos domingos (18h30), com algumas rodadas nas quartas-feiras (19h30), com transmissão em outros dias da semana em momentos esporádicos. | | |
| CazéTV                           |                              | Exibição no YouTube do mesmo jogo da Record seguindo o horário estabelecido pela mesma                                                                        | | |
| Prime Video                      | Exibição por streaming pago. | | | |

## Regulamento
A Série A de 2025 é disputada por vinte clubes em dois turnos. Em cada turno, todos os times jogam entre si uma única vez. Os jogos do segundo turno serão realizados na mesma ordem do primeiro, apenas com o mando de campo invertido. Não há campeões por turnos, sendo declarado campeão brasileiro o time que obtiver o maior número de pontos após as 38 rodadas. Ao final da competição, os seis primeiros times se classificam à Copa Libertadores de 2026, os seis clubes subsequentes se classificam à Copa Sul-Americana de 2026, e os quatro últimos serão rebaixados para a Série B do ano seguinte. O campeão se classifica para a Supercopa do Brasil de 2026.
Introduzido em 2019, o árbitro assistente de vídeo ou VAR (do inglês Video Assistant Referee), estará disponível em todas as 380 partidas do campeonato, tendo seus custos com tecnologia e infraestrutura pagos pela Confederação Brasileira de Futebol.

### Critérios de desempate
Em caso de empate por pontos entre dois clubes, os critérios de desempate foram aplicados na seguinte ordem:
1. Número de vitórias;
2. Saldo de gols;
3. Gols pró (marcados);
4. Confronto direto;
5. Menor número de cartões vermelhos;
6. Menor número de cartões amarelos;
7. Sorteio.

## Participantes
| Equipe              | Cidade            | Estado | Em 2024       | Estádio (mando)                  | Capacidade | Títulos                                                                     |
| ------------------- | ----------------- | ------ | ------------- | -------------------------------- | ---------- | --------------------------------------------------------------------------- |
| Atlético Mineiro    | Belo Horizonte    | MG     | 12.º          | Arena MRV                        | 44 892     | 3 (1937, 1971 e 2021)                                                       |
| Bahia               | Salvador          | BA     | 8.º           | Casa de Apostas Arena Fonte Nova | 50 025     | 2 (1959 e 1988)                                                             |
| Botafogo            | Rio de Janeiro    | RJ     | 1.º           | Nilton Santos                    | 44 661     | 3 (1968, 1995 e 2024)                                                       |
| Ceará               | Fortaleza         | CE     | 4.º (Série B) | Arena Castelão                   | 63 903     | 0 (não possui)                                                              |
| Corinthians         | São Paulo         | SP     | 7.º           | Neo Química Arena                | 47 605     | 7 (1990, 1998, 1999, 2005, 2011, 2015, 2017)                                |
| Cruzeiro            | Belo Horizonte    | MG     | 9.º           | Mineirão                         | 61 927     | 4 (1966, 2003, 2013 e 2014)                                                 |
| Flamengo            | Rio de Janeiro    | RJ     | 3.º           | Maracanã                         | 78 838     | 7 (1980, 1982, 1983, 1992, 2009, 2019 e 2020)                               |
| Fluminense          | Rio de Janeiro    | RJ     | 13.º          | Maracanã                         | 78 838     | 4 (1970, 1984, 2010 e 2012)                                                 |
| Fortaleza           | Fortaleza         | CE     | 4.º           | Arena Castelão                   | 63 903     | 0 (não possui)                                                              |
| Grêmio              | Porto Alegre      | RS     | 14.º          | Arena do Grêmio                  | 60 540     | 2 (1981, 1996)                                                              |
| Internacional       | Porto Alegre      | RS     | 5.º           | Beira-Rio                        | 50 842     | 3 (1975, 1976, 1979)                                                        |
| Juventude           | Caxias do Sul     | RS     | 15.°          | Alfredo Jaconi                   | 19 924     | 0 (não possui)                                                              |
| Mirassol            | Mirassol          | SP     | 2.º (Série B) | Campos Maia                      | 15 000     | 0 (não possui)                                                              |
| Palmeiras           | São Paulo         | SP     | 2.º           | Allianz Parque                   | 43 713     | 12 (1960, 1967, 1967, 1969, 1972, 1973, 1993, 1994, 2016, 2018, 2022, 2023) |
| Red Bull Bragantino | Bragança Paulista | SP     | 16.º          | Nabi Abi Chedid                  | 15 010     | 0 (não possui)                                                              |
| Santos              | Santos            | SP     | 1.º (Série B) | Vila Belmiro                     | 16 068     | 8 (1961, 1962, 1963, 1964, 1965, 1968, 2002, 2004)                          |
| São Paulo           | São Paulo         | SP     | 6.º           | MorumBIS                         | 72 039     | 6 (1977, 1986, 1991, 2006, 2007, 2008)                                      |
| Sport               | Recife            | PE     | 3.º (Série B) | Ilha do Retiro                   | 26 418     | 1 (1987)                                                                    |
| Vasco da Gama       | Rio de Janeiro    | RJ     | 10.º          | São Januário                     | 21 680     | 4 (1974, 1989 e 1997 e 2000)                                                |
| Vitória             | Salvador          | BA     | 11.º          | Barradão                         | 29 168     | 0 (não possui)                                                              |

## Estádios
| Atlético Mineiro | Bahia | Botafogo | Ceará | Corinthians | Cruzeiro           |
| --- | --- | --- | --- | --- | ------------------ |
| Arena MRV | Arena Fonte Nova | Nilton Santos | Arena Castelão | Neo Química Arena | Mineirão           |
| Capacidade: 44 892 | Capacidade: 50 025 | Capacidade: 44 661 | Capacidade: 63 903 | Capacidade: 48 905 | Capacidade: 61 927 |
| | | | | |                    |
| Flamengo | \| Atlético Mineiro Bahia Ceará Cruzeiro Fortaleza Grêmio Internacional Juventude Mirassol RB Bragantino Rio de Janeiro Santos Sport Vitória Rio de Janeiro Rio de Janeiro: Botafogo Flamengo Fluminense Vasco da Gama São Paulo São Paulo: Corinthians Palmeiras São PauloLocalização dos times por Estado. Localização das equipes participantes da Série A de 2025 \| | \| Atlético Mineiro Bahia Ceará Cruzeiro Fortaleza Grêmio Internacional Juventude Mirassol RB Bragantino Rio de Janeiro Santos Sport Vitória Rio de Janeiro Rio de Janeiro: Botafogo Flamengo Fluminense Vasco da Gama São Paulo São Paulo: Corinthians Palmeiras São PauloLocalização dos times por Estado. Localização das equipes participantes da Série A de 2025 \| | \| Atlético Mineiro Bahia Ceará Cruzeiro Fortaleza Grêmio Internacional Juventude Mirassol RB Bragantino Rio de Janeiro Santos Sport Vitória Rio de Janeiro Rio de Janeiro: Botafogo Flamengo Fluminense Vasco da Gama São Paulo São Paulo: Corinthians Palmeiras São PauloLocalização dos times por Estado. Localização das equipes participantes da Série A de 2025 \| | \| Atlético Mineiro Bahia Ceará Cruzeiro Fortaleza Grêmio Internacional Juventude Mirassol RB Bragantino Rio de Janeiro Santos Sport Vitória Rio de Janeiro Rio de Janeiro: Botafogo Flamengo Fluminense Vasco da Gama São Paulo São Paulo: Corinthians Palmeiras São PauloLocalização dos times por Estado. Localização das equipes participantes da Série A de 2025 \| | Fluminense         |
| Maracanã | \| Atlético Mineiro Bahia Ceará Cruzeiro Fortaleza Grêmio Internacional Juventude Mirassol RB Bragantino Rio de Janeiro Santos Sport Vitória Rio de Janeiro Rio de Janeiro: Botafogo Flamengo Fluminense Vasco da Gama São Paulo São Paulo: Corinthians Palmeiras São PauloLocalização dos times por Estado. Localização das equipes participantes da Série A de 2025 \| | \| Atlético Mineiro Bahia Ceará Cruzeiro Fortaleza Grêmio Internacional Juventude Mirassol RB Bragantino Rio de Janeiro Santos Sport Vitória Rio de Janeiro Rio de Janeiro: Botafogo Flamengo Fluminense Vasco da Gama São Paulo São Paulo: Corinthians Palmeiras São PauloLocalização dos times por Estado. Localização das equipes participantes da Série A de 2025 \| | \| Atlético Mineiro Bahia Ceará Cruzeiro Fortaleza Grêmio Internacional Juventude Mirassol RB Bragantino Rio de Janeiro Santos Sport Vitória Rio de Janeiro Rio de Janeiro: Botafogo Flamengo Fluminense Vasco da Gama São Paulo São Paulo: Corinthians Palmeiras São PauloLocalização dos times por Estado. Localização das equipes participantes da Série A de 2025 \| | \| Atlético Mineiro Bahia Ceará Cruzeiro Fortaleza Grêmio Internacional Juventude Mirassol RB Bragantino Rio de Janeiro Santos Sport Vitória Rio de Janeiro Rio de Janeiro: Botafogo Flamengo Fluminense Vasco da Gama São Paulo São Paulo: Corinthians Palmeiras São PauloLocalização dos times por Estado. Localização das equipes participantes da Série A de 2025 \| | Maracanã           |
| Capacidade: 78 838 | \| Atlético Mineiro Bahia Ceará Cruzeiro Fortaleza Grêmio Internacional Juventude Mirassol RB Bragantino Rio de Janeiro Santos Sport Vitória Rio de Janeiro Rio de Janeiro: Botafogo Flamengo Fluminense Vasco da Gama São Paulo São Paulo: Corinthians Palmeiras São PauloLocalização dos times por Estado. Localização das equipes participantes da Série A de 2025 \| | \| Atlético Mineiro Bahia Ceará Cruzeiro Fortaleza Grêmio Internacional Juventude Mirassol RB Bragantino Rio de Janeiro Santos Sport Vitória Rio de Janeiro Rio de Janeiro: Botafogo Flamengo Fluminense Vasco da Gama São Paulo São Paulo: Corinthians Palmeiras São PauloLocalização dos times por Estado. Localização das equipes participantes da Série A de 2025 \| | \| Atlético Mineiro Bahia Ceará Cruzeiro Fortaleza Grêmio Internacional Juventude Mirassol RB Bragantino Rio de Janeiro Santos Sport Vitória Rio de Janeiro Rio de Janeiro: Botafogo Flamengo Fluminense Vasco da Gama São Paulo São Paulo: Corinthians Palmeiras São PauloLocalização dos times por Estado. Localização das equipes participantes da Série A de 2025 \| | \| Atlético Mineiro Bahia Ceará Cruzeiro Fortaleza Grêmio Internacional Juventude Mirassol RB Bragantino Rio de Janeiro Santos Sport Vitória Rio de Janeiro Rio de Janeiro: Botafogo Flamengo Fluminense Vasco da Gama São Paulo São Paulo: Corinthians Palmeiras São PauloLocalização dos times por Estado. Localização das equipes participantes da Série A de 2025 \| | Capacidade: 78 838 |
| | \| Atlético Mineiro Bahia Ceará Cruzeiro Fortaleza Grêmio Internacional Juventude Mirassol RB Bragantino Rio de Janeiro Santos Sport Vitória Rio de Janeiro Rio de Janeiro: Botafogo Flamengo Fluminense Vasco da Gama São Paulo São Paulo: Corinthians Palmeiras São PauloLocalização dos times por Estado. Localização das equipes participantes da Série A de 2025 \| | \| Atlético Mineiro Bahia Ceará Cruzeiro Fortaleza Grêmio Internacional Juventude Mirassol RB Bragantino Rio de Janeiro Santos Sport Vitória Rio de Janeiro Rio de Janeiro: Botafogo Flamengo Fluminense Vasco da Gama São Paulo São Paulo: Corinthians Palmeiras São PauloLocalização dos times por Estado. Localização das equipes participantes da Série A de 2025 \| | \| Atlético Mineiro Bahia Ceará Cruzeiro Fortaleza Grêmio Internacional Juventude Mirassol RB Bragantino Rio de Janeiro Santos Sport Vitória Rio de Janeiro Rio de Janeiro: Botafogo Flamengo Fluminense Vasco da Gama São Paulo São Paulo: Corinthians Palmeiras São PauloLocalização dos times por Estado. Localização das equipes participantes da Série A de 2025 \| | \| Atlético Mineiro Bahia Ceará Cruzeiro Fortaleza Grêmio Internacional Juventude Mirassol RB Bragantino Rio de Janeiro Santos Sport Vitória Rio de Janeiro Rio de Janeiro: Botafogo Flamengo Fluminense Vasco da Gama São Paulo São Paulo: Corinthians Palmeiras São PauloLocalização dos times por Estado. Localização das equipes participantes da Série A de 2025 \| |                    |
| Fortaleza | \| Atlético Mineiro Bahia Ceará Cruzeiro Fortaleza Grêmio Internacional Juventude Mirassol RB Bragantino Rio de Janeiro Santos Sport Vitória Rio de Janeiro Rio de Janeiro: Botafogo Flamengo Fluminense Vasco da Gama São Paulo São Paulo: Corinthians Palmeiras São PauloLocalização dos times por Estado. Localização das equipes participantes da Série A de 2025 \| | \| Atlético Mineiro Bahia Ceará Cruzeiro Fortaleza Grêmio Internacional Juventude Mirassol RB Bragantino Rio de Janeiro Santos Sport Vitória Rio de Janeiro Rio de Janeiro: Botafogo Flamengo Fluminense Vasco da Gama São Paulo São Paulo: Corinthians Palmeiras São PauloLocalização dos times por Estado. Localização das equipes participantes da Série A de 2025 \| | \| Atlético Mineiro Bahia Ceará Cruzeiro Fortaleza Grêmio Internacional Juventude Mirassol RB Bragantino Rio de Janeiro Santos Sport Vitória Rio de Janeiro Rio de Janeiro: Botafogo Flamengo Fluminense Vasco da Gama São Paulo São Paulo: Corinthians Palmeiras São PauloLocalização dos times por Estado. Localização das equipes participantes da Série A de 2025 \| | \| Atlético Mineiro Bahia Ceará Cruzeiro Fortaleza Grêmio Internacional Juventude Mirassol RB Bragantino Rio de Janeiro Santos Sport Vitória Rio de Janeiro Rio de Janeiro: Botafogo Flamengo Fluminense Vasco da Gama São Paulo São Paulo: Corinthians Palmeiras São PauloLocalização dos times por Estado. Localização das equipes participantes da Série A de 2025 \| | Grêmio             |
| Arena Castelão | \| Atlético Mineiro Bahia Ceará Cruzeiro Fortaleza Grêmio Internacional Juventude Mirassol RB Bragantino Rio de Janeiro Santos Sport Vitória Rio de Janeiro Rio de Janeiro: Botafogo Flamengo Fluminense Vasco da Gama São Paulo São Paulo: Corinthians Palmeiras São PauloLocalização dos times por Estado. Localização das equipes participantes da Série A de 2025 \| | \| Atlético Mineiro Bahia Ceará Cruzeiro Fortaleza Grêmio Internacional Juventude Mirassol RB Bragantino Rio de Janeiro Santos Sport Vitória Rio de Janeiro Rio de Janeiro: Botafogo Flamengo Fluminense Vasco da Gama São Paulo São Paulo: Corinthians Palmeiras São PauloLocalização dos times por Estado. Localização das equipes participantes da Série A de 2025 \| | \| Atlético Mineiro Bahia Ceará Cruzeiro Fortaleza Grêmio Internacional Juventude Mirassol RB Bragantino Rio de Janeiro Santos Sport Vitória Rio de Janeiro Rio de Janeiro: Botafogo Flamengo Fluminense Vasco da Gama São Paulo São Paulo: Corinthians Palmeiras São PauloLocalização dos times por Estado. Localização das equipes participantes da Série A de 2025 \| | \| Atlético Mineiro Bahia Ceará Cruzeiro Fortaleza Grêmio Internacional Juventude Mirassol RB Bragantino Rio de Janeiro Santos Sport Vitória Rio de Janeiro Rio de Janeiro: Botafogo Flamengo Fluminense Vasco da Gama São Paulo São Paulo: Corinthians Palmeiras São PauloLocalização dos times por Estado. Localização das equipes participantes da Série A de 2025 \| | Arena do Grêmio    |
| Capacidade: 63 903 | \| Atlético Mineiro Bahia Ceará Cruzeiro Fortaleza Grêmio Internacional Juventude Mirassol RB Bragantino Rio de Janeiro Santos Sport Vitória Rio de Janeiro Rio de Janeiro: Botafogo Flamengo Fluminense Vasco da Gama São Paulo São Paulo: Corinthians Palmeiras São PauloLocalização dos times por Estado. Localização das equipes participantes da Série A de 2025 \| | \| Atlético Mineiro Bahia Ceará Cruzeiro Fortaleza Grêmio Internacional Juventude Mirassol RB Bragantino Rio de Janeiro Santos Sport Vitória Rio de Janeiro Rio de Janeiro: Botafogo Flamengo Fluminense Vasco da Gama São Paulo São Paulo: Corinthians Palmeiras São PauloLocalização dos times por Estado. Localização das equipes participantes da Série A de 2025 \| | \| Atlético Mineiro Bahia Ceará Cruzeiro Fortaleza Grêmio Internacional Juventude Mirassol RB Bragantino Rio de Janeiro Santos Sport Vitória Rio de Janeiro Rio de Janeiro: Botafogo Flamengo Fluminense Vasco da Gama São Paulo São Paulo: Corinthians Palmeiras São PauloLocalização dos times por Estado. Localização das equipes participantes da Série A de 2025 \| | \| Atlético Mineiro Bahia Ceará Cruzeiro Fortaleza Grêmio Internacional Juventude Mirassol RB Bragantino Rio de Janeiro Santos Sport Vitória Rio de Janeiro Rio de Janeiro: Botafogo Flamengo Fluminense Vasco da Gama São Paulo São Paulo: Corinthians Palmeiras São PauloLocalização dos times por Estado. Localização das equipes participantes da Série A de 2025 \| | Capacidade: 55 662 |
| | \| Atlético Mineiro Bahia Ceará Cruzeiro Fortaleza Grêmio Internacional Juventude Mirassol RB Bragantino Rio de Janeiro Santos Sport Vitória Rio de Janeiro Rio de Janeiro: Botafogo Flamengo Fluminense Vasco da Gama São Paulo São Paulo: Corinthians Palmeiras São PauloLocalização dos times por Estado. Localização das equipes participantes da Série A de 2025 \| | \| Atlético Mineiro Bahia Ceará Cruzeiro Fortaleza Grêmio Internacional Juventude Mirassol RB Bragantino Rio de Janeiro Santos Sport Vitória Rio de Janeiro Rio de Janeiro: Botafogo Flamengo Fluminense Vasco da Gama São Paulo São Paulo: Corinthians Palmeiras São PauloLocalização dos times por Estado. Localização das equipes participantes da Série A de 2025 \| | \| Atlético Mineiro Bahia Ceará Cruzeiro Fortaleza Grêmio Internacional Juventude Mirassol RB Bragantino Rio de Janeiro Santos Sport Vitória Rio de Janeiro Rio de Janeiro: Botafogo Flamengo Fluminense Vasco da Gama São Paulo São Paulo: Corinthians Palmeiras São PauloLocalização dos times por Estado. Localização das equipes participantes da Série A de 2025 \| | \| Atlético Mineiro Bahia Ceará Cruzeiro Fortaleza Grêmio Internacional Juventude Mirassol RB Bragantino Rio de Janeiro Santos Sport Vitória Rio de Janeiro Rio de Janeiro: Botafogo Flamengo Fluminense Vasco da Gama São Paulo São Paulo: Corinthians Palmeiras São PauloLocalização dos times por Estado. Localização das equipes participantes da Série A de 2025 \| |                    |
| Internacional | \| Atlético Mineiro Bahia Ceará Cruzeiro Fortaleza Grêmio Internacional Juventude Mirassol RB Bragantino Rio de Janeiro Santos Sport Vitória Rio de Janeiro Rio de Janeiro: Botafogo Flamengo Fluminense Vasco da Gama São Paulo São Paulo: Corinthians Palmeiras São PauloLocalização dos times por Estado. Localização das equipes participantes da Série A de 2025 \| | \| Atlético Mineiro Bahia Ceará Cruzeiro Fortaleza Grêmio Internacional Juventude Mirassol RB Bragantino Rio de Janeiro Santos Sport Vitória Rio de Janeiro Rio de Janeiro: Botafogo Flamengo Fluminense Vasco da Gama São Paulo São Paulo: Corinthians Palmeiras São PauloLocalização dos times por Estado. Localização das equipes participantes da Série A de 2025 \| | \| Atlético Mineiro Bahia Ceará Cruzeiro Fortaleza Grêmio Internacional Juventude Mirassol RB Bragantino Rio de Janeiro Santos Sport Vitória Rio de Janeiro Rio de Janeiro: Botafogo Flamengo Fluminense Vasco da Gama São Paulo São Paulo: Corinthians Palmeiras São PauloLocalização dos times por Estado. Localização das equipes participantes da Série A de 2025 \| | \| Atlético Mineiro Bahia Ceará Cruzeiro Fortaleza Grêmio Internacional Juventude Mirassol RB Bragantino Rio de Janeiro Santos Sport Vitória Rio de Janeiro Rio de Janeiro: Botafogo Flamengo Fluminense Vasco da Gama São Paulo São Paulo: Corinthians Palmeiras São PauloLocalização dos times por Estado. Localização das equipes participantes da Série A de 2025 \| | Juventude          |
| Beira-Rio | \| Atlético Mineiro Bahia Ceará Cruzeiro Fortaleza Grêmio Internacional Juventude Mirassol RB Bragantino Rio de Janeiro Santos Sport Vitória Rio de Janeiro Rio de Janeiro: Botafogo Flamengo Fluminense Vasco da Gama São Paulo São Paulo: Corinthians Palmeiras São PauloLocalização dos times por Estado. Localização das equipes participantes da Série A de 2025 \| | \| Atlético Mineiro Bahia Ceará Cruzeiro Fortaleza Grêmio Internacional Juventude Mirassol RB Bragantino Rio de Janeiro Santos Sport Vitória Rio de Janeiro Rio de Janeiro: Botafogo Flamengo Fluminense Vasco da Gama São Paulo São Paulo: Corinthians Palmeiras São PauloLocalização dos times por Estado. Localização das equipes participantes da Série A de 2025 \| | \| Atlético Mineiro Bahia Ceará Cruzeiro Fortaleza Grêmio Internacional Juventude Mirassol RB Bragantino Rio de Janeiro Santos Sport Vitória Rio de Janeiro Rio de Janeiro: Botafogo Flamengo Fluminense Vasco da Gama São Paulo São Paulo: Corinthians Palmeiras São PauloLocalização dos times por Estado. Localização das equipes participantes da Série A de 2025 \| | \| Atlético Mineiro Bahia Ceará Cruzeiro Fortaleza Grêmio Internacional Juventude Mirassol RB Bragantino Rio de Janeiro Santos Sport Vitória Rio de Janeiro Rio de Janeiro: Botafogo Flamengo Fluminense Vasco da Gama São Paulo São Paulo: Corinthians Palmeiras São PauloLocalização dos times por Estado. Localização das equipes participantes da Série A de 2025 \| | Alfredo Jaconi     |
| Capacidade: 50 842 | \| Atlético Mineiro Bahia Ceará Cruzeiro Fortaleza Grêmio Internacional Juventude Mirassol RB Bragantino Rio de Janeiro Santos Sport Vitória Rio de Janeiro Rio de Janeiro: Botafogo Flamengo Fluminense Vasco da Gama São Paulo São Paulo: Corinthians Palmeiras São PauloLocalização dos times por Estado. Localização das equipes participantes da Série A de 2025 \| | \| Atlético Mineiro Bahia Ceará Cruzeiro Fortaleza Grêmio Internacional Juventude Mirassol RB Bragantino Rio de Janeiro Santos Sport Vitória Rio de Janeiro Rio de Janeiro: Botafogo Flamengo Fluminense Vasco da Gama São Paulo São Paulo: Corinthians Palmeiras São PauloLocalização dos times por Estado. Localização das equipes participantes da Série A de 2025 \| | \| Atlético Mineiro Bahia Ceará Cruzeiro Fortaleza Grêmio Internacional Juventude Mirassol RB Bragantino Rio de Janeiro Santos Sport Vitória Rio de Janeiro Rio de Janeiro: Botafogo Flamengo Fluminense Vasco da Gama São Paulo São Paulo: Corinthians Palmeiras São PauloLocalização dos times por Estado. Localização das equipes participantes da Série A de 2025 \| | \| Atlético Mineiro Bahia Ceará Cruzeiro Fortaleza Grêmio Internacional Juventude Mirassol RB Bragantino Rio de Janeiro Santos Sport Vitória Rio de Janeiro Rio de Janeiro: Botafogo Flamengo Fluminense Vasco da Gama São Paulo São Paulo: Corinthians Palmeiras São PauloLocalização dos times por Estado. Localização das equipes participantes da Série A de 2025 \| | Capacidade: 21 680 |
| | \| Atlético Mineiro Bahia Ceará Cruzeiro Fortaleza Grêmio Internacional Juventude Mirassol RB Bragantino Rio de Janeiro Santos Sport Vitória Rio de Janeiro Rio de Janeiro: Botafogo Flamengo Fluminense Vasco da Gama São Paulo São Paulo: Corinthians Palmeiras São PauloLocalização dos times por Estado. Localização das equipes participantes da Série A de 2025 \| | \| Atlético Mineiro Bahia Ceará Cruzeiro Fortaleza Grêmio Internacional Juventude Mirassol RB Bragantino Rio de Janeiro Santos Sport Vitória Rio de Janeiro Rio de Janeiro: Botafogo Flamengo Fluminense Vasco da Gama São Paulo São Paulo: Corinthians Palmeiras São PauloLocalização dos times por Estado. Localização das equipes participantes da Série A de 2025 \| | \| Atlético Mineiro Bahia Ceará Cruzeiro Fortaleza Grêmio Internacional Juventude Mirassol RB Bragantino Rio de Janeiro Santos Sport Vitória Rio de Janeiro Rio de Janeiro: Botafogo Flamengo Fluminense Vasco da Gama São Paulo São Paulo: Corinthians Palmeiras São PauloLocalização dos times por Estado. Localização das equipes participantes da Série A de 2025 \| | \| Atlético Mineiro Bahia Ceará Cruzeiro Fortaleza Grêmio Internacional Juventude Mirassol RB Bragantino Rio de Janeiro Santos Sport Vitória Rio de Janeiro Rio de Janeiro: Botafogo Flamengo Fluminense Vasco da Gama São Paulo São Paulo: Corinthians Palmeiras São PauloLocalização dos times por Estado. Localização das equipes participantes da Série A de 2025 \| |                    |
| Mirassol | \| Atlético Mineiro Bahia Ceará Cruzeiro Fortaleza Grêmio Internacional Juventude Mirassol RB Bragantino Rio de Janeiro Santos Sport Vitória Rio de Janeiro Rio de Janeiro: Botafogo Flamengo Fluminense Vasco da Gama São Paulo São Paulo: Corinthians Palmeiras São PauloLocalização dos times por Estado. Localização das equipes participantes da Série A de 2025 \| | \| Atlético Mineiro Bahia Ceará Cruzeiro Fortaleza Grêmio Internacional Juventude Mirassol RB Bragantino Rio de Janeiro Santos Sport Vitória Rio de Janeiro Rio de Janeiro: Botafogo Flamengo Fluminense Vasco da Gama São Paulo São Paulo: Corinthians Palmeiras São PauloLocalização dos times por Estado. Localização das equipes participantes da Série A de 2025 \| | \| Atlético Mineiro Bahia Ceará Cruzeiro Fortaleza Grêmio Internacional Juventude Mirassol RB Bragantino Rio de Janeiro Santos Sport Vitória Rio de Janeiro Rio de Janeiro: Botafogo Flamengo Fluminense Vasco da Gama São Paulo São Paulo: Corinthians Palmeiras São PauloLocalização dos times por Estado. Localização das equipes participantes da Série A de 2025 \| | \| Atlético Mineiro Bahia Ceará Cruzeiro Fortaleza Grêmio Internacional Juventude Mirassol RB Bragantino Rio de Janeiro Santos Sport Vitória Rio de Janeiro Rio de Janeiro: Botafogo Flamengo Fluminense Vasco da Gama São Paulo São Paulo: Corinthians Palmeiras São PauloLocalização dos times por Estado. Localização das equipes participantes da Série A de 2025 \| | Palmeiras          |
| Campos Maia | \| Atlético Mineiro Bahia Ceará Cruzeiro Fortaleza Grêmio Internacional Juventude Mirassol RB Bragantino Rio de Janeiro Santos Sport Vitória Rio de Janeiro Rio de Janeiro: Botafogo Flamengo Fluminense Vasco da Gama São Paulo São Paulo: Corinthians Palmeiras São PauloLocalização dos times por Estado. Localização das equipes participantes da Série A de 2025 \| | \| Atlético Mineiro Bahia Ceará Cruzeiro Fortaleza Grêmio Internacional Juventude Mirassol RB Bragantino Rio de Janeiro Santos Sport Vitória Rio de Janeiro Rio de Janeiro: Botafogo Flamengo Fluminense Vasco da Gama São Paulo São Paulo: Corinthians Palmeiras São PauloLocalização dos times por Estado. Localização das equipes participantes da Série A de 2025 \| | \| Atlético Mineiro Bahia Ceará Cruzeiro Fortaleza Grêmio Internacional Juventude Mirassol RB Bragantino Rio de Janeiro Santos Sport Vitória Rio de Janeiro Rio de Janeiro: Botafogo Flamengo Fluminense Vasco da Gama São Paulo São Paulo: Corinthians Palmeiras São PauloLocalização dos times por Estado. Localização das equipes participantes da Série A de 2025 \| | \| Atlético Mineiro Bahia Ceará Cruzeiro Fortaleza Grêmio Internacional Juventude Mirassol RB Bragantino Rio de Janeiro Santos Sport Vitória Rio de Janeiro Rio de Janeiro: Botafogo Flamengo Fluminense Vasco da Gama São Paulo São Paulo: Corinthians Palmeiras São PauloLocalização dos times por Estado. Localização das equipes participantes da Série A de 2025 \| | Allianz Parque     |
| Capacidade: 15 000 | \| Atlético Mineiro Bahia Ceará Cruzeiro Fortaleza Grêmio Internacional Juventude Mirassol RB Bragantino Rio de Janeiro Santos Sport Vitória Rio de Janeiro Rio de Janeiro: Botafogo Flamengo Fluminense Vasco da Gama São Paulo São Paulo: Corinthians Palmeiras São PauloLocalização dos times por Estado. Localização das equipes participantes da Série A de 2025 \| | \| Atlético Mineiro Bahia Ceará Cruzeiro Fortaleza Grêmio Internacional Juventude Mirassol RB Bragantino Rio de Janeiro Santos Sport Vitória Rio de Janeiro Rio de Janeiro: Botafogo Flamengo Fluminense Vasco da Gama São Paulo São Paulo: Corinthians Palmeiras São PauloLocalização dos times por Estado. Localização das equipes participantes da Série A de 2025 \| | \| Atlético Mineiro Bahia Ceará Cruzeiro Fortaleza Grêmio Internacional Juventude Mirassol RB Bragantino Rio de Janeiro Santos Sport Vitória Rio de Janeiro Rio de Janeiro: Botafogo Flamengo Fluminense Vasco da Gama São Paulo São Paulo: Corinthians Palmeiras São PauloLocalização dos times por Estado. Localização das equipes participantes da Série A de 2025 \| | \| Atlético Mineiro Bahia Ceará Cruzeiro Fortaleza Grêmio Internacional Juventude Mirassol RB Bragantino Rio de Janeiro Santos Sport Vitória Rio de Janeiro Rio de Janeiro: Botafogo Flamengo Fluminense Vasco da Gama São Paulo São Paulo: Corinthians Palmeiras São PauloLocalização dos times por Estado. Localização das equipes participantes da Série A de 2025 \| | Capacidade: 43 713 |
| | \| Atlético Mineiro Bahia Ceará Cruzeiro Fortaleza Grêmio Internacional Juventude Mirassol RB Bragantino Rio de Janeiro Santos Sport Vitória Rio de Janeiro Rio de Janeiro: Botafogo Flamengo Fluminense Vasco da Gama São Paulo São Paulo: Corinthians Palmeiras São PauloLocalização dos times por Estado. Localização das equipes participantes da Série A de 2025 \| | \| Atlético Mineiro Bahia Ceará Cruzeiro Fortaleza Grêmio Internacional Juventude Mirassol RB Bragantino Rio de Janeiro Santos Sport Vitória Rio de Janeiro Rio de Janeiro: Botafogo Flamengo Fluminense Vasco da Gama São Paulo São Paulo: Corinthians Palmeiras São PauloLocalização dos times por Estado. Localização das equipes participantes da Série A de 2025 \| | \| Atlético Mineiro Bahia Ceará Cruzeiro Fortaleza Grêmio Internacional Juventude Mirassol RB Bragantino Rio de Janeiro Santos Sport Vitória Rio de Janeiro Rio de Janeiro: Botafogo Flamengo Fluminense Vasco da Gama São Paulo São Paulo: Corinthians Palmeiras São PauloLocalização dos times por Estado. Localização das equipes participantes da Série A de 2025 \| | \| Atlético Mineiro Bahia Ceará Cruzeiro Fortaleza Grêmio Internacional Juventude Mirassol RB Bragantino Rio de Janeiro Santos Sport Vitória Rio de Janeiro Rio de Janeiro: Botafogo Flamengo Fluminense Vasco da Gama São Paulo São Paulo: Corinthians Palmeiras São PauloLocalização dos times por Estado. Localização das equipes participantes da Série A de 2025 \| |                    |
| Red Bull Bragantino | Santos | São Paulo | Sport | Vasco da Gama | Vitória            |
| Nabi Abi Chedid | Vila Belmiro | MorumBIS | Ilha do Retiro | São Januário | Barradão           |
| Capacidade: 15 010 | Capacidade: 16 795 | Capacidade: 72 039 | Capacidade: 26 418 | Capacidade: 21 680 | Capacidade: 35 618 |
| | | | | |                    |
| Atlético Mineiro Bahia Ceará Cruzeiro Fortaleza Grêmio Internacional Juventude Mirassol RB Bragantino Rio de Janeiro Santos Sport Vitória Rio de Janeiro Rio de Janeiro: Botafogo Flamengo Fluminense Vasco da Gama São Paulo São Paulo: Corinthians Palmeiras São PauloLocalização dos times por Estado. Localização das equipes participantes da Série A de 2025 | | | | |                    |

### Outros estádios
Além dos estádios de mando usual, outros estádios foram utilizados devido a punições de perda de mando de campo impostas pelo Superior Tribunal de Justiça Desportiva ou por conta de problemas de interdição dos estádios usuais ou simplesmente por opção dos clubes em mandar seus jogos em outros locais, geralmente buscando uma melhor renda.

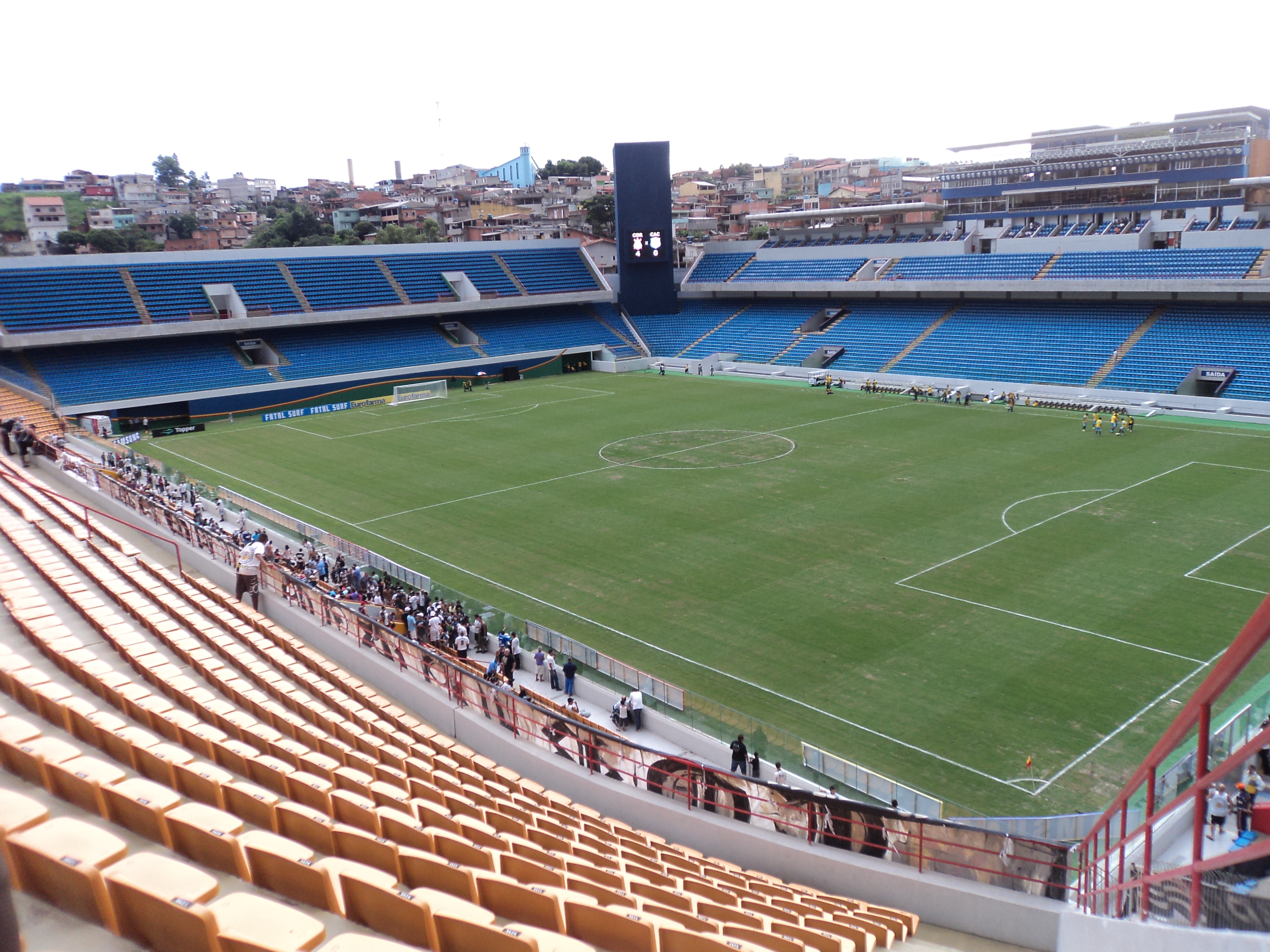
Arena Barueri (Barueri)
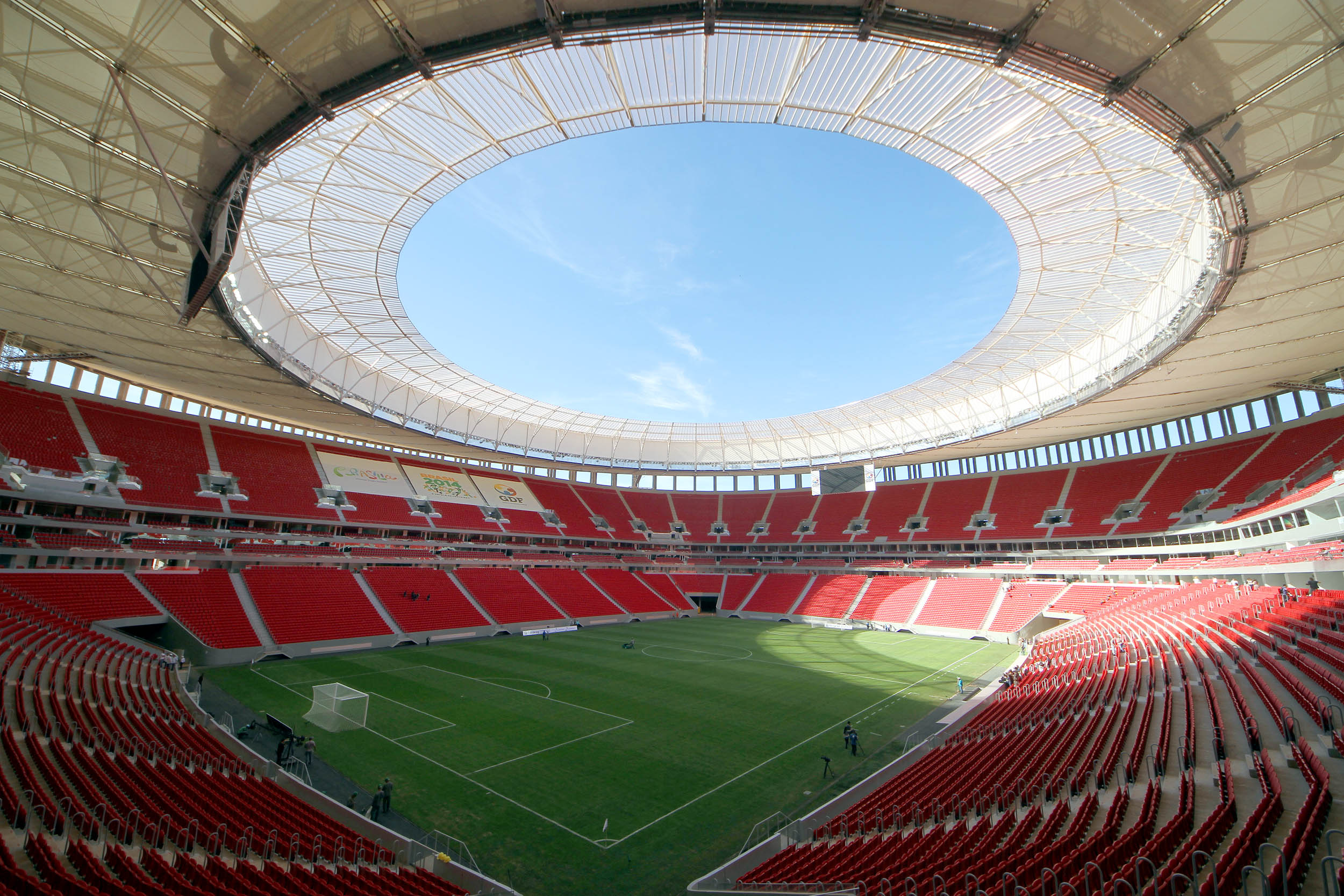
Mané Garrincha (Brasília)
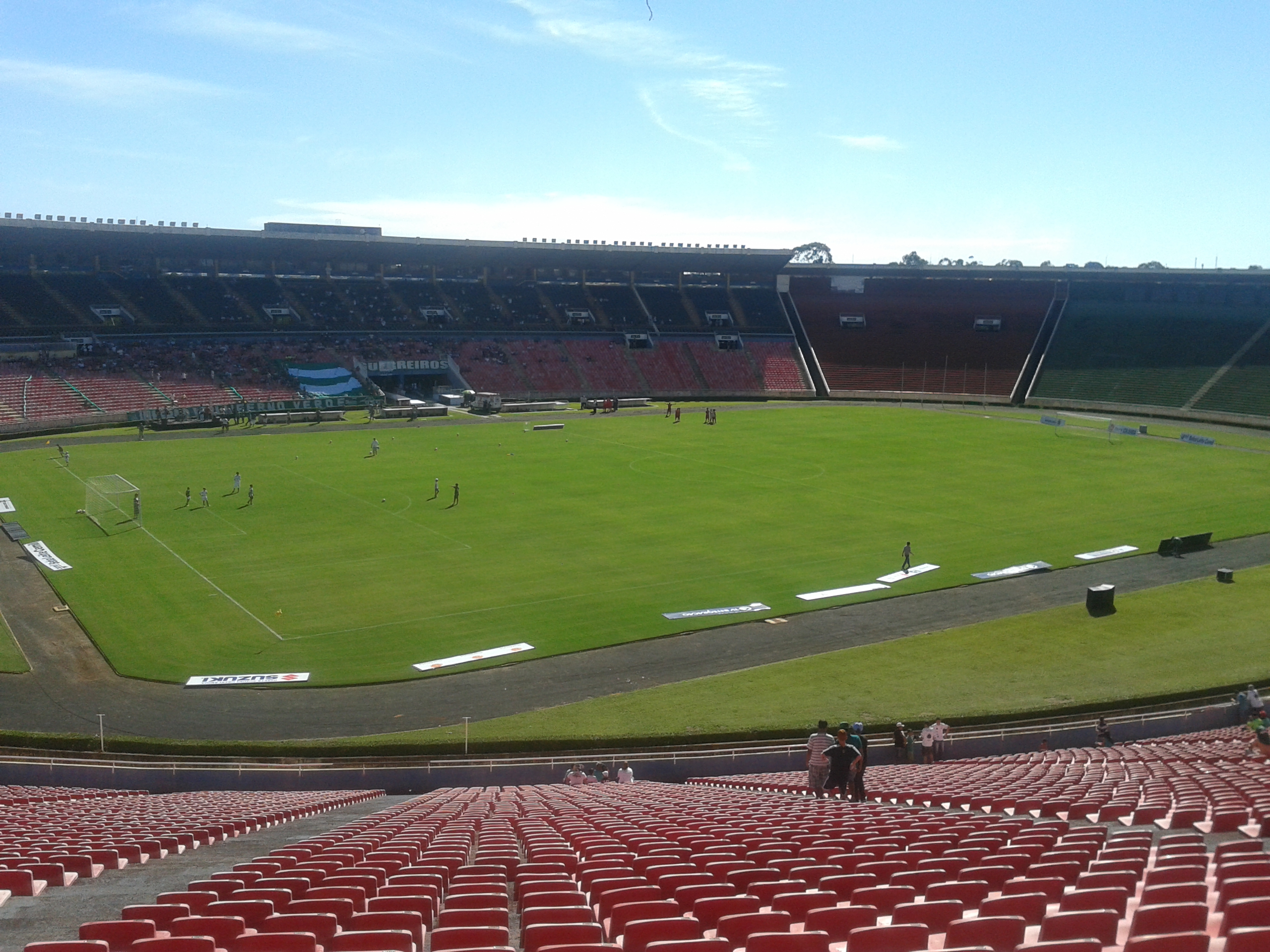
Parque do Sabiá (Uberlândia)
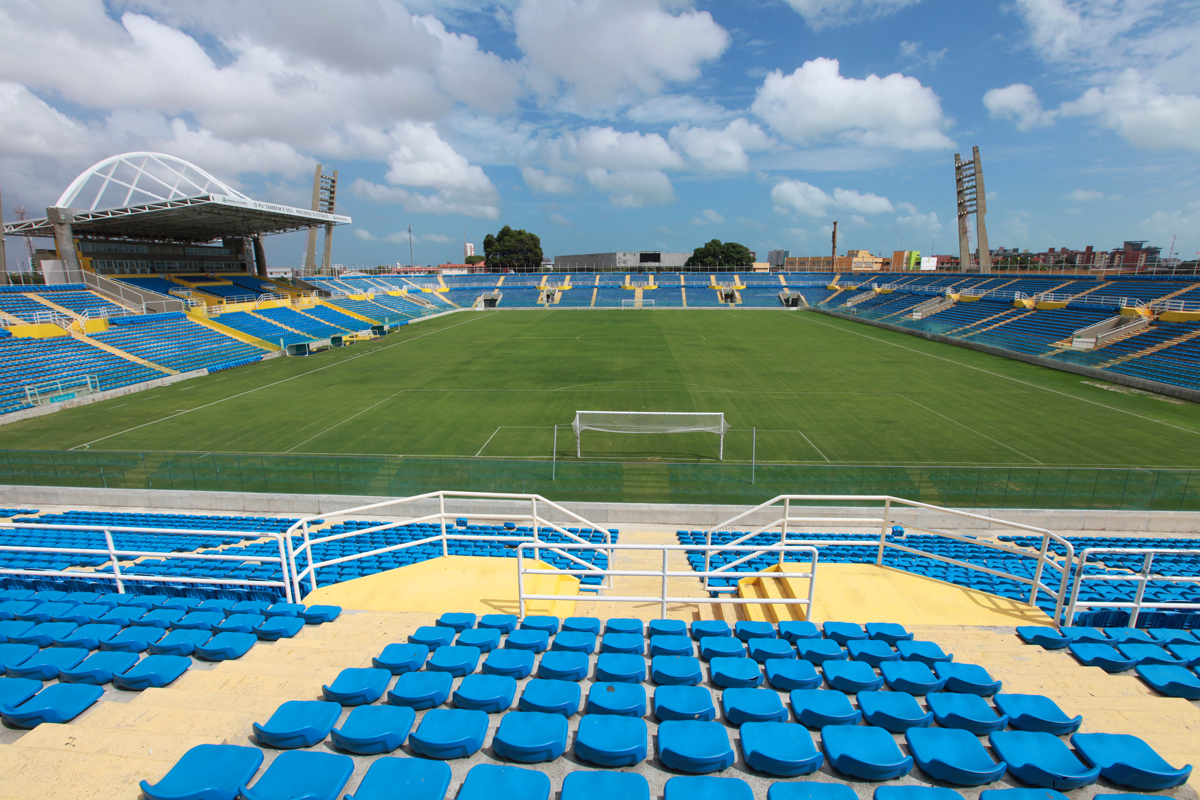
Presidente Vargas (Fortaleza)

Também foi utilizado o Cícero de Souza Marques (Bragança Paulista).

## Classificação
| Pos | Equipe              | Pts | J  | V  | E  | D  | GP | GC | SG  | Classificação ou descenso                    |
| --- | ------------------- | --- | -- | -- | -- | -- | -- | -- | --- | -------------------------------------------- |
| 1   | Flamengo            | 43  | 19 | 13 | 4  | 2  | 36 | 9  | +27 | Fase de grupos da Copa Libertadores de 2026  |
| 2   | Palmeiras           | 39  | 18 | 12 | 3  | 3  | 24 | 15 | +9  | Fase de grupos da Copa Libertadores de 2026  |
| 3   | Cruzeiro            | 38  | 20 | 11 | 5  | 4  | 32 | 14 | +18 | Fase de grupos da Copa Libertadores de 2026  |
| 4   | Bahia               | 33  | 18 | 9  | 6  | 3  | 25 | 17 | +8  | Fase de grupos da Copa Libertadores de 2026  |
| 5   | Botafogo            | 29  | 18 | 8  | 5  | 5  | 23 | 11 | +12 | Segunda fase da Copa Libertadores de 2026    |
| 6   | Mirassol            | 29  | 18 | 7  | 8  | 3  | 29 | 19 | +10 | Segunda fase da Copa Libertadores de 2026    |
| 7   | São Paulo           | 29  | 20 | 7  | 8  | 5  | 24 | 22 | +2  | Fase de grupos da Copa Sul-Americana de 2026 |
| 8   | Fluminense          | 27  | 18 | 8  | 3  | 7  | 23 | 24 | −1  | Fase de grupos da Copa Sul-Americana de 2026 |
| 9   | Red Bull Bragantino | 27  | 20 | 8  | 3  | 9  | 22 | 26 | −4  | Fase de grupos da Copa Sul-Americana de 2026 |
| 10  | Ceará               | 25  | 19 | 7  | 4  | 8  | 19 | 19 | 0   | Fase de grupos da Copa Sul-Americana de 2026 |
| 11  | Atlético Mineiro    | 24  | 18 | 6  | 6  | 6  | 20 | 21 | −1  | Fase de grupos da Copa Sul-Americana de 2026 |
| 12  | Internacional       | 24  | 19 | 6  | 6  | 7  | 22 | 26 | −4  | Fase de grupos da Copa Sul-Americana de 2026 |
| 13  | Grêmio              | 23  | 19 | 6  | 5  | 8  | 19 | 25 | −6  |                                              |
| 14  | Corinthians         | 22  | 20 | 5  | 7  | 8  | 19 | 25 | −6  |                                              |
| 15  | Santos              | 21  | 19 | 6  | 3  | 10 | 20 | 29 | −9  |                                              |
| 16  | Vasco da Gama       | 19  | 19 | 5  | 4  | 10 | 25 | 26 | −1  |                                              |
| 17  | Vitória             | 19  | 20 | 3  | 10 | 7  | 18 | 24 | −6  | Rebaixados à Série B de 2026                 |
| 18  | Juventude           | 18  | 19 | 5  | 3  | 11 | 17 | 38 | −21 | Rebaixados à Série B de 2026                 |
| 19  | Fortaleza           | 15  | 19 | 3  | 6  | 10 | 19 | 31 | −12 | Rebaixados à Série B de 2026                 |
| 20  | Sport               | 10  | 18 | 1  | 7  | 10 | 12 | 27 | −15 | Rebaixados à Série B de 2026                 |

## Confrontos
| Mandante \ Visitante | ATM | BAH | BOT | CEA | COR | CRU | FLA | FLU | FOR | GRE | INT | JUV | MIR | PAL | RBB | SAN | SPA | SPT | VAS | VIT |
| -------------------- | --- | --- | --- | --- | --- | --- | --- | --- | --- | --- | --- | --- | --- | --- | --- | --- | --- | --- | --- | --- |
| Atlético Mineiro     | —   |     | 1–0 |     | 0–0 | a   | a   | 3–2 |     | 1–3 | 2–0 |     |     |     | 2–1 |     | 0–0 |     | a   | 2–2 |
| Bahia                | 2–1 | —   | 1–0 | 1–0 | 1–1 |     |     | 3–3 |     |     |     | 3–0 | 1–1 |     |     |     | 2–1 | a   | a   | 2–1 |
| Botafogo             | a   | a   | —   | 3–2 | 1–1 | 0–2 | a   | 2–0 |     | a   | 4–0 | 2–0 |     | 0–1 |     | a   | 2–2 |     | a   | 0–0 |
| Ceará                | 0–1 |     |     | —   | 0–1 |     | 1–1 |     | a   | 2–0 |     |     | 0–2 |     | 1–0 |     | 1–1 | 2–0 | 2–1 | 1–0 |
| Corinthians          | a   | 1–2 | a   |     | —   | 0–0 | a   | 0–2 | 1–1 | a   | 4–2 |     |     | a   | 1–2 | 1–0 | a   | 2–1 | 3–0 | 0–0 |
| Cruzeiro             | 0–0 | 3–0 |     | 1–2 | a   | —   | 2–1 | a   |     | 4–1 |     | 4–0 | 2–1 | 2–1 |     | 1–2 | a   |     | 1–0 |     |
| Flamengo             | 1–0 | 1–0 | 0–0 |     | 4–0 |     | —   | 1–0 | 5–0 | a   | 1–1 | 6–0 | 2–1 | a   |     | a   | 2–0 |     | a   |     |
| Fluminense           | a   | a   | a   |     | a   | 0–2 | a   | —   | 2–1 | 1–0 | a   |     |     | 1–2 | 2–1 | 1–0 | a   | 2–1 | 2–1 | 1–1 |
| Fortaleza            |     | 1–1 | 0–5 | 0–1 |     | 0–2 |     | 2–0 | —   |     | 0–0 | 5–0 |     | 1–2 | 3–1 | 2–3 |     |     |     |     |
| Grêmio               | 2–1 | 1–0 | a   |     | 1–1 |     | 0–2 | a   | 2–1 | —   | 1–1 | a   |     | a   | 1–1 | 1–0 | a   | 0–1 |     |     |
| Internacional        |     |     |     | 1–0 | a   | 3–0 | 1–3 | 0–2 |     | a   | —   | 3–1 | 1–1 | 0–1 |     |     | 1–2 |     | 1–1 | 1–0 |
| Juventude            | 0–1 |     |     | 2–1 | 2–1 |     |     | 1–1 |     | 0–2 | a   | —   | 2–2 |     |     |     | 0–1 | 2–0 | 2–0 | 2–0 |
| Mirassol             | 2–2 |     |     |     | 2–1 | 1–1 |     |     | 1–1 | 4–1 |     |     | —   |     |     | 3–0 |     | 1–0 | 3–2 | 1–1 |
| Palmeiras            | 3–2 | 0–1 | 0–0 | 2–1 | 2–0 | a   | 0–2 | a   |     | 1–0 |     |     | 1–1 | —   |     | a   | 1–0 |     | a   |     |
| Red Bull Bragantino  |     | 0–3 | 1–0 | 2–2 |     | 1–0 | 1–2 |     |     |     | 1–3 | 1–0 | 1–0 | 1–2 | —   |     | 2–2 |     |     |     |
| Santos               | 2–0 | 2–2 | 0–1 | 0–0 | a   |     | 1–0 | a   |     | a   | 1–2 | 3–1 |     | a   | 1–2 | —   | a   |     | 0–6 |     |
| São Paulo            |     |     | a   |     | 2–0 | 1–1 | a   | 3–1 | 0–0 | 2–1 |     |     | 0–2 | a   |     | 2–1 | —   | 0–0 | 1–3 | 2–0 |
| Sport                |     | 0–0 | 0–1 |     |     | 0–4 |     |     | 0–0 |     | 1–1 |     |     | 1–2 | 0–1 | 2–2 | 2–2 | —   |     |     |
| Vasco da Gama        | 1–1 | a   | 0–2 |     | a   | a   | 0–0 | a   | 3–0 | 1–1 | a   |     |     | 0–1 | 0–2 | 2–1 | a   | 3–1 | —   |     |
| Vitória              |     | a   |     |     |     | 0–0 | 1–2 |     | 2–1 | 1–1 |     | 2–2 |     | 2–2 | 1–0 | 0–1 |     | 2–2 | 2–1 | —   |

## Desempenho por rodada
Posições de cada clube por rodada:
| Rodada ↓ | ATM | BAH | BOT | CEA | COR | CRU | FLA | FLU | FOR | GRE | INT | JUV | MIR | PAL | RBB | SAN | SPA | SPT | VAS | VIT |
| -------- | --- | --- | --- | --- | --- | --- | --- | --- | --- | --- | --- | --- | --- | --- | --- | --- | --- | --- | --- | --- |
| 1.ª      | 16  | 11  | 14  | 7   | 8   | 4   | 8   | 19  | 1   | 4   | 10  | 2   | 18  | 14  | 6   | 17  | 12  | 13  | 3   | 20  |
| 2.ª      | 19  | 13  | 5   | 3   | 2   | 12  | 6   | 9   | 4   | 10  | 1   | 8   | 17  | 7   | 15  | 16  | 14  | 18  | 11  | 20  |
| 3.ª      | 16  | 14  | 10  | 8   | 9   | 12  | 1   | 5   | 7   | 13  | 6   | 3   | 17  | 2   | 11  | 18  | 15  | 20  | 4   | 19  |
| 4.ª      | 19  | 18  | 11  | 4   | 14  | 5   | 1   | 3   | 12  | 17  | 10  | 8   | 9   | 2   | 6   | 13  | 16  | 20  | 7   | 15  |
| 5.ª      | 17  | 13  | 15  | 5   | 6   | 7   | 2   | 3   | 14  | 19  | 12  | 9   | 11  | 1   | 4   | 18  | 10  | 20  | 8   | 16  |
| 6.ª      | 17  | 7   | 8   | 9   | 12  | 4   | 1   | 5   | 15  | 18  | 6   | 13  | 14  | 2   | 3   | 19  | 10  | 20  | 11  | 16  |
| 7.ª      | 10  | 6   | 12  | 7   | 8   | 4   | 3   | 5   | 17  | 13  | 9   | 15  | 16  | 1   | 2   | 19  | 11  | 20  | 14  | 18  |
| 8.ª      | 7   | 8   | 9   | 6   | 10  | 4   | 2   | 5   | 11  | 15  | 13  | 18  | 12  | 1   | 3   | 19  | 16  | 20  | 17  | 14  |
| 9.ª      | 9   | 6   | 10  | 5   | 8   | 3   | 2   | 7   | 14  | 17  | 15  | 18  | 12  | 1   | 4   | 19  | 11  | 20  | 13  | 16  |
| 10.ª     | 10  | 7   | 11  | 6   | 8   | 3   | 2   | 5   | 16  | 12  | 14  | 19  | 9   | 1   | 4   | 18  | 13  | 20  | 15  | 17  |
| 11.ª     | 9   | 7   | 6   | 10  | 11  | 2   | 1   | 5   | 17  | 12  | 14  | 19  | 8   | 4   | 3   | 18  | 13  | 20  | 15  | 16  |
| 12.ª     | 7   | 5   | 8   | 12  | 10  | 2   | 1   | 6   | 18  | 11  | 17  | 19  | 9   | 4   | 3   | 15  | 14  | 20  | 13  | 16  |
| 13.ª     | 8   | 4   | 6   | 9   | 11  | 2   | 1   | 7   | 19  | 12  | 13  | 17  | 10  | 5   | 3   | 16  | 15  | 20  | 14  | 18  |
| 14.ª     | 8   | 4   | 6   | 10  | 9   | 1   | 2   | 7   | 19  | 12  | 14  | 18  | 11  | 5   | 3   | 13  | 16  | 20  | 15  | 17  |
| 15.ª     | 9   | 6   | 5   | 11  | 10  | 1   | 2   | 8   | 19  | 13  | 12  | 18  | 7   | 4   | 3   | 17  | 14  | 20  | 16  | 15  |
| 16.ª     | 9   | 6   | 5   | 13  | 11  | 1   | 2   | 8   | 19  | 14  | 10  | 18  | 7   | 3   | 4   | 17  | 12  | 20  | 16  | 15  |
| 17.ª     | 13  | 4   | 6   | 9   | 11  | 2   | 1   | 12  | 18  | 14  | 10  | 19  | 7   | 3   | 5   | 17  | 8   | 20  | 16  | 15  |
| 18.ª     | 10  | 4   | 7   | 11  | 12  | 2   | 1   | 9   | 18  | 14  | 13  | 19  | 5   | 3   | 6   | 15  | 8   | 20  | 17  | 16  |
| 19.ª     | 10  | 4   | 5   | 12  | 13  | 2   | 1   | 9   | 18  | 15  | 11  | 19  | 6   | 3   | 8   | 14  | 7   | 20  | 17  | 16  |
| 20.ª     | 11  | 4   | 5   | 10  | 14  | 3   | 1   | 8   | 19  | 13  | 12  | 18  | 6   | 2   | 9   | 15  | 7   | 20  | 16  | 17  |
| 21.ª     |     |     |     |     |     |     |     |     |     |     |     |     |     |     |     |     |     | 20  |     |     |
| 22.ª     |     |     |     |     |     |     |     |     |     |     |     |     |     |     |     |     |     |     |     |     |
| 23.ª     |     |     |     |     |     |     |     |     |     |     |     |     |     |     |     |     |     |     |     |     |
| 24.ª     |     |     |     |     |     |     |     |     |     |     |     |     |     |     |     |     |     |     |     |     |
| 25.ª     |     |     |     |     |     |     |     |     |     |     |     |     |     |     |     |     |     |     |     |     |
| 26.ª     |     |     |     |     |     |     |     |     |     |     |     |     |     |     |     |     |     |     |     |     |
| 27.ª     |     |     |     |     |     |     |     |     |     |     |     |     |     |     |     |     |     |     |     |     |
| 28.ª     |     |     |     |     |     |     |     |     |     |     |     |     |     |     |     |     |     |     |     |     |
| 29.ª     |     |     |     |     |     |     |     |     |     |     |     |     |     |     |     |     |     |     |     |     |
| 30.ª     |     |     |     |     |     |     |     |     |     |     |     |     |     |     |     |     |     |     |     |     |
| 31.ª     |     |     |     |     |     |     |     |     |     |     |     |     |     |     |     |     |     |     |     |     |
| 32.ª     |     |     |     |     |     |     |     |     |     |     |     |     |     |     |     |     |     |     |     |     |
| 33.ª     |     |     |     |     |     |     |     |     |     |     |     |     |     |     |     |     |     |     |     |     |
| 34.ª     |     |     |     |     |     |     |     |     |     |     |     |     |     |     |     |     |     |     |     |     |
| 35.ª     |     |     |     |     |     |     |     |     |     |     |     |     |     |     |     |     |     |     |     |     |
| 36.ª     |     |     |     |     |     |     |     |     |     |     |     |     |     |     |     |     |     |     |     |     |
| 37.ª     |     |     |     |     |     |     |     |     |     |     |     |     |     |     |     |     |     |     |     |     |
| 38.ª     |     |     |     |     |     |     |     |     |     |     |     |     |     |     |     |     |     |     |     |     |
| Rodada ↑ | ATM | BAH | BOT | CEA | COR | CRU | FLA | FLU | FOR | GRE | INT | JUV | MIR | PAL | RBB | SAN | SPA | SPT | VAS | VIT |

| Líder e fase de grupos da Copa Libertadores de 2026 Fase de grupos da Copa Libertadores de 2026 Segunda fase da Copa Libertadores de 2026 Fase de grupos da Copa Sul-Americana de 2026 Zona de rebaixamento à Série B de 2026 |

## Estatísticas

### Artilharia
| Pos. | Jogador                | Equipe              | Gols |
| ---- | ---------------------- | ------------------- | ---- |
| 1    | Kaio Jorge             | Cruzeiro            | 14   |
| 2    | Giorgian De Arrascaeta | Flamengo            | 10   |
| 2    | Pablo Vegetti          | Vasco da Gama       | 10   |
| 4    | Pedro                  | Flamengo            | 7    |
| 4    | Pedro Raul             | Ceará               | 7    |
| 4    | Reinaldo               | Mirassol            | 7    |
| 4    | Renato Kayzer          | Vitória             | 7    |
| 8    | Isidro Pitta           | Red Bull Bragantino | 6    |
| 8    | Martin Braithwaite     | Grêmio              | 6    |

### Assistências
| Pos. | Jogador                | Equipe        | Assists. |
| ---- | ---------------------- | ------------- | -------- |
| 1    | Giorgian De Arrascaeta | Flamengo      | 8        |
| 2    | Alan Patrick           | Internacional | 5        |
| 2    | Kaio Jorge             | Cruzeiro      | 5        |
| 2    | Lucas Mugni            | Ceará         | 5        |
| 2    | Lucas Piton            | Vasco da Gama | 5        |
| 2    | Matheus Pereira        | Cruzeiro      | 5        |
| 7    | Jhon Arias             | Fluminense    | 4        |

### Hat-tricks
| Jogador      | Clube       | Adversário    | Placar  | Data        | Ref.   |
| ------------ | ----------- | ------------- | ------- | ----------- | ------ |
| Yuri Alberto | Corinthians | Internacional | 4–2 (C) | 3 de maio   | [ 51 ] |
| Kaio Jorge   | Cruzeiro    | Grêmio        | 4–1 (C) | 13 de julho | [ 52 ] |

### Público
Maiores públicos
Estes são os dez maiores públicos do campeonato:
| N.º | Público | Mandante | Placar | Visitante        | Estádio        | Data         | Rodada | Ref.   |
| --- | ------- | -------- | ------ | ---------------- | -------------- | ------------ | ------ | ------ |
| 1   | 63 330  | Flamengo | 2–0    | São Paulo        | Maracanã       | 12 de julho  | 13.ª   | [ 53 ] |
| 2   | 62 940  | Flamengo | 4–0    | Corinthians      | Maracanã       | 27 de abril  | 6.ª    | [ 54 ] |
| 3   | 61 132  | Flamengo | 5–0    | Fortaleza        | Maracanã       | 1 de junho   | 11.ª   | [ 55 ] |
| 4   | 60 331  | Flamengo | 2–1    | Mirassol         | Maracanã       | 9 de agosto  | 19.ª   | [ 56 ] |
| 5   | 59 009  | Flamengo | 1–0    | Bahia            | Maracanã       | 10 de maio   | 8.ª    | [ 57 ] |
| 6   | 57 752  | Ceará    | 1–1    | Flamengo         | Arena Castelão | 3 de agosto  | 18.ª   | [ 58 ] |
| 7   | 56 431  | Cruzeiro | 0–0    | Atlético Mineiro | Mineirão       | 18 de maio   | 9.ª    | [ 59 ] |
| 8   | 54 938  | Cruzeiro | 1–2    | Santos           | Mineirão       | 10 de agosto | 19.ª   | [ 60 ] |
| 9   | 54 428  | Santos   | 0–6    | Vasco da Gama    | Morumbis       | 17 de agosto | 20.ª   | [ 61 ] |
| 10  | 54 406  | Flamengo | 1–0    | Fluminense       | Maracanã       | 20 de julho  | 15.ª   | [ 62 ] |

Menores públicos
Estes são os dez menores públicos do campeonato:
| N.º | Público | Mandante            | Placar | Visitante        | Estádio                 | Data        | Rodada | Ref.   |
| --- | ------- | ------------------- | ------ | ---------------- | ----------------------- | ----------- | ------ | ------ |
| 1   | 2 516   | Red Bull Bragantino | 2–2    | Ceará            | Nabi Abi Chedid         | 31 de março | 1.ª    | [ 63 ] |
| 2   | 2 888   | Red Bull Bragantino | 0–3    | Bahia            | Cícero de Souza Marques | 12 de junho | 12.ª   | [ 64 ] |
| 3   | 3 113   | Red Bull Bragantino | 1–3    | Internacional    | Cícero de Souza Marques | 9 de agosto | 19.ª   | [ 65 ] |
| 4   | 3 769   | Mirassol            | 1–1    | Vitória          | Campos Maia             | 26 de julho | 17.ª   | [ 66 ] |
| 5   | 4 102   | Mirassol            | 1–0    | Sport            | Campos Maia             | 1 de junho  | 11.ª   | [ 67 ] |
| 6   | 4 147   | Mirassol            | 4–1    | Grêmio           | Campos Maia             | 16 de abril | 4.ª    | [ 68 ] |
| 7   | 4 354   | Mirassol            | 1–1    | Fortaleza        | Campos Maia             | 6 de abril  | 2.ª    | [ 69 ] |
| 8   | 4 456   | Red Bull Bragantino | 1–0    | Juventude        | Cícero de Souza Marques | 26 de maio  | 10.ª   | [ 70 ] |
| 9   | 4 966   | Mirassol            | 2–2    | Atlético Mineiro | Campos Maia             | 26 de abril | 6.ª    | [ 71 ] |
| 10  | 5 010   | Mirassol            | 3–2    | Vasco da Gama    | Campos Maia             | 2 de agosto | 18.ª   | [ 72 ] |

Médias de público
Estas são as médias de público dos clubes no campeonato. Consideram-se apenas os jogos da equipe como mandante e o público pagante:
| Pos.  | Equipe              | Média  | Total     | Mandos | Maior  | Menor  |
| ----- | ------------------- | ------ | --------- | ------ | ------ | ------ |
| 1     | Flamengo            | 51 299 | 307 795   | 6      | 62 940 | 28 931 |
| 2     | Corinthians         | 43 964 | 263 786   | 6      | 46 535 | 41 138 |
| 3     | Bahia               | 39 025 | 234 149   | 6      | 47 273 | 27 834 |
| 4     | Cruzeiro            | 38 177 | 229 061   | 6      | 56 431 | 15 398 |
| 5     | São Paulo           | 36 171 | 253 196   | 7      | 52 436 | 20 332 |
| 6     | Ceará               | 32 177 | 193 062   | 6      | 49 955 | 14 901 |
| 7     | Palmeiras           | 29 892 | 149 461   | 5      | 41 075 | 19 297 |
| 8     | Fluminense          | 29 514 | 147 570   | 5      | 43 291 | 16 988 |
| 9     | Internacional       | 25 749 | 128 746   | 5      | 37 336 | 13 033 |
| 10    | Atlético Mineiro    | 24 801 | 148 805   | 6      | 37 929 | 23 152 |
| 11    | Vasco da Gama       | 21 452 | 128 711   | 6      | 37 007 | 12 451 |
| 12    | Grêmio              | 20 817 | 145 719   | 7      | 26 899 | 13 859 |
| 13    | Vitória             | 18 601 | 111 606   | 6      | 29 387 | 6 145  |
| 14    | Fortaleza           | 17 233 | 103 395   | 6      | 23 439 | 12 080 |
| 15    | Sport               | 16 816 | 84 078    | 5      | 25 223 | 11 693 |
| 16    | Santos              | 15 172 | 75 862    | 5      | 35 240 | 7 679  |
| 17    | Botafogo            | 11 638 | 58 190    | 5      | 19 952 | 6 942  |
| 18    | Juventude           | 7 214  | 43 286    | 6      | 9 098  | 5 219  |
| 19    | Mirassol            | 5 831  | 29 153    | 5      | 11 584 | 4 102  |
| 20    | Red Bull Bragantino | 5 021  | 35 146    | 7      | 6 840  | 2 516  |
| Total | Total               | 24 748 | 2 870 777 | 116    | 62 490 | 2 516  |

## Mudanças de técnicos
| Clube         | Antecessor         | Data         | Última partida              | Rod  | Pos  | Sucessor         | Ref.            |
| ------------- | ------------------ | ------------ | --------------------------- | ---- | ---- | ---------------- | --------------- |
| Fluminense    | Mano Menezes       | 30 de março  | Fortaleza 2–0 Fluminense    | 1.ª  | 19.º | Renato Gaúcho    | [ 74 ] [ 75 ]   |
| Santos        | Pedro Caixinha     | 14 de abril  | Fluminense 1–0 Santos       | 3.ª  | 18.º | Cléber Xavier    | [ 77 ] [ 78 ]   |
| Grêmio        | Gustavo Quinteros  | 16 de abril  | Mirassol 4–1 Grêmio         | 4.ª  | 17.º | Mano Menezes     | [ 80 ] [ 81 ]   |
| Corinthians   | Ramón Díaz         | 17 de abril  | Corinthians 0–2 Fluminense  | 4.ª  | 13.º | Dorival Júnior   | [ 83 ] [ 84 ]   |
| Vasco da Gama | Fábio Carille      | 27 de abril  | Cruzeiro 1–0 Vasco da Gama  | 6.ª  | 11.º | Fernando Diniz   | [ 86 ] [ 87 ]   |
| Sport         | Pepa               | 3 de maio    | Fluminense 2–1 Sport        | 7.ª  | 20.º | António Oliveira | [ 88 ] [ 89 ]   |
| Juventude     | Fábio Matias       | 11 de maio   | Fortaleza 5–0 Juventude     | 8.ª  | 18.º | Claudio Tencati  | [ 90 ] [ 91 ]   |
| Sport         | António Oliveira   | 4 de junho   | Mirassol 1–0 Sport          | 11.ª | 20.º | Daniel Paulista  | [ 92 ] [ 93 ]   |
| São Paulo     | Luis Zubeldía      | 16 de junho  | São Paulo 1–3 Vasco da Gama | 12.ª | 14.º | Hernán Crespo    | [ 94 ] [ 95 ]   |
| Botafogo      | Renato Paiva       | 29 de junho  | Palmeiras 1–0 Botafogo      | 12.ª | 8.º  | Davide Ancelotti | [ 96 ] [ 97 ]   |
| Vitória       | Thiago Carpini     | 9 de julho   | Vitória 0–1 Confiança       | 12.ª | 16.º | Fábio Carille    | [ 98 ] [ 99 ]   |
| Fortaleza     | Juan Pablo Vojvoda | 14 de julho  | Fortaleza 0–1 Ceará         | 13.ª | 17.º | Renato Paiva     | [ 100 ] [ 101 ] |
| Juventude     | Claudio Tencati    | 29 de julho  | Bahia 3–0 Juventude         | 17.ª | 19.º | Thiago Carpini   | [ 103 ] [ 104 ] |
| Santos        | Cléber Xavier      | 17 de agosto | Santos 0–6 Vasco da Gama    | 20.ª | 15.º | A definir        | [ 105 ]         |

## Premiação

### Jogador do mês
| Mês   | Jogador                | Pos.          | Clube         | Estatísticas  | Estatísticas  | Estatísticas  | Ref.          |
| Mês   | Jogador                | Pos.          | Clube         | J             | G             | A             | Ref.          |
| ----- | ---------------------- | ------------- | ------------- | ------------- | ------------- | ------------- | ------------- |
| Abril | Giorgian De Arrascaeta | M             | Flamengo      | 5             | 5             | 3             | [ 106 ]       |
| Maio  | Kaio Jorge             | A             | Cruzeiro      | 4             | 3             | 1             | [ 107 ]       |
| Junho | Sem premiação          | Sem premiação | Sem premiação | Sem premiação | Sem premiação | Sem premiação | Sem premiação |
| Julho | Kaio Jorge             | A             | Cruzeiro      | 4             | 5             | 2             | [ 108 ]       |

### Goleiro do mês
| Mês   | Goleiro       | Clube         | Estatísticas  | Estatísticas  | Estatísticas  | Ref.          |
| Mês   | Goleiro       | Clube         | J             | D             | CS            | Ref.          |
| ----- | ------------- | ------------- | ------------- | ------------- | ------------- | ------------- |
| Abril | Weverton      | Palmeiras     | 5             | 12            | 2             | [ 109 ]       |
| Maio  | Agustín Rossi | Flamengo      | 4             | 16            | 3             | [ 110 ]       |
| Junho | Sem premiação | Sem premiação | Sem premiação | Sem premiação | Sem premiação | Sem premiação |
| Julho | Agustín Rossi | Flamengo      | 5             | 8             | 3             | [ 111 ]       |